# 中村五郎
中村 五郎（なかむら ごろう、嘉永2年（1849年） - 慶応3年6月14日（1867年7月15日））は、新選組隊士。諱は政常。
下野国宇都宮出身。北辰一刀流の腕前であった。慶応元年（1865年）4月の土方歳三、伊東甲子太郎、斎藤一らによる隊士募集に応じて、17歳で新選組に入隊。同年5月10日、京都へ入る。
慶応3年6月に新選組の幕臣取り立てが決定すると、尊皇攘夷思想の強かった佐野七五三之助・茨木司・富川十郎らと共に脱退を決意して、伊東らが新選組と分離して結成していた御陵衛士への入隊を希望するが拒否されてしまう。行き場を失った中村らは、会津藩京都守護職邸へ新選組脱退を嘆願するも、上手く事は運ばず、同地にて自刃した。享年19。